# Derby
Derby [ˈdɑːbi]IPA je město v anglickém regionu East Midlands. Rozkládá se na březích řeky Derwent a je obklopeno hrabstvím Derbyshire. V roce 2022 zde žilo 263 490 obyvatel.
Derby bylo původně tržním městem, ale během průmyslové éry rychle rostlo a stalo se domovským městem Lombe's Mill, jedné z prvních britských továren. Město se rovněž nachází v jižní části lokality Světového dědictví UNESCO Derwent Valley Mills. S výstavbou železnic v 19. století se Derby stalo centrem britského železničního průmyslu. Přestože je ve městě katedrála již od roku 1927, status "city" získalo Derby až v roce 1977.
Město je centrem pokročilé dopravní výroby. Sídlí zde výrobce motorů Rolls-Royce, hlavní sídlo zde má společnost Toyota UK, která se nachází v jihozápadní části města v Burnastonu.

## Historie

### Původ
Historie města je spojena s vládou Římanů, Sasů i Vikingů. Římský tábor Derventio se pravděpodobně nacházel u Little Chesteru, kde je nyní fotbalové hřiště. Později se stal jedním z pěti distriktů (opevněných měst) Danelawu.
Oblíbená verze původu názvu uvádí, že jméno pochází z dánského a keltského výrazu Djúra-bý, zaznamenaného v anglosaských pramenech jako Deoraby (jelení vesnice). Jiná verze ale uvádí, že název města je odvozen z původního římského pojmenování Derventio. Na některých starých mapách (například Speedova mapa z roku 1610) je ale také uváděno pojmenování Darby nebo Darbye. Derby je jedno z několika málo anglických měst, jejichž název má původ z dob Vikingů (dalším je například York z vikinského Jórvík). Derby nedávno oslavilo 2 000 výročí založení.
Nové archeologické objevy (2004) potvrdily, že Vikingové a Anglosasové zřejmě existovali vedle sebe, na dvou územních jednotkách oddělených vodou. Anglosaská kronika (cca 900) uvádí, že Derby je rozděleno vodou. Tyto oblasti byly známy jako Northworthy a Deoraby a nacházely se na severní části Derby.

### Středověk

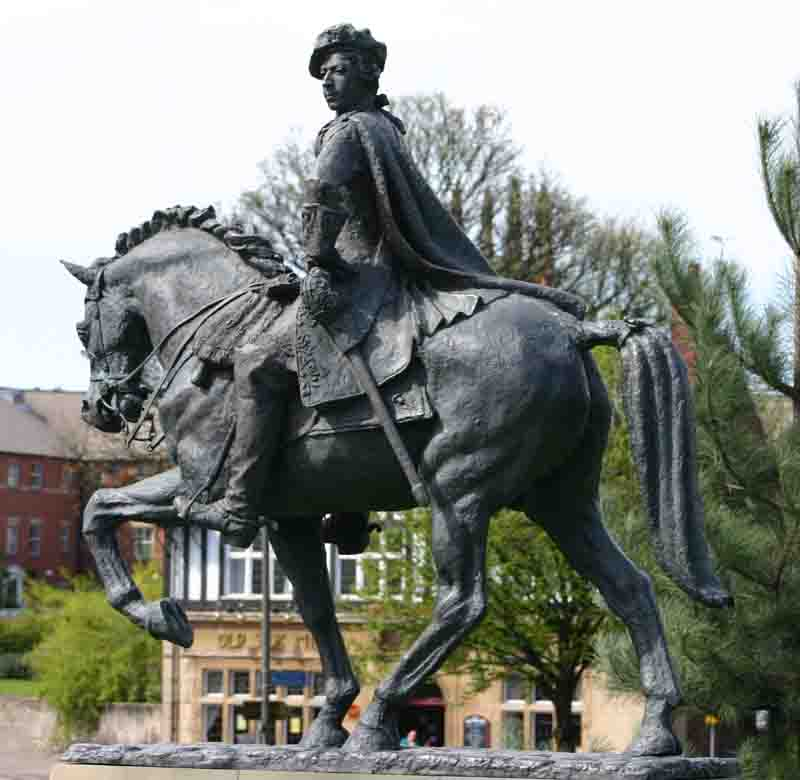
Jezdecká socha Karla Eduarda Stuarta na Cathedral Green v Derby

V době občanské války bylo město obsazeno parlamentními silami, vedenými sirem Johnem Gellem, který byl jmenován guvernérem Derby roku 1643. Tyto jednotky se účastnily obrany Nottinghamu, obsazení Lichfieldu, bitvy u Hopton Heathu a v mnoha jiných válečných střetech v Nottinghamshire, Staffordshire a Cheshire a stejně tak i v obraně Derby proti útoku královské armády.
Jakobitský pretendent Karel Eduard Stuart se utábořil v Derby 4. prosince 1745 na své cestě na jih k převzetí anglického trůnu. Karel navštívil hospodu George Inn, kde měl svůj hlavní stan vévoda z Devonshire, a požadoval úhradu nákladů za svých 9 000 vojáků. Ubytoval se v Exeter House kde svolával válečnou radu. Replika místnosti ozdobená původními panely z Exeter House je instalována v centrální knihovně v centru města. Každý rok na počátku prosince společnost Charles Edward Stuart Society pořádá víkend kulminující průvodem přes centrum města a rekonstrukcí bitvy u Cathedral Green.

### Průmyslová revoluce
Derby a Derbyshire byly jedním z center průmyslové revoluce V roce 1717 bylo Derby místem výstavby první vodou poháněné továrny na výrobu hedvábí v Británii. Autory stavby byli John Lombe a George Sorocold poté, co Lombe, jak se všeobecně předpokládá, ukradl tajemství výroby hedvábí v Piemontu.
Roku 1759 si Jedediah Strutt patentoval a postavil přípravek nazývaný Derby Rib, který způsobil revoluci ve výrobě punčoch. Tato pomůcka byla využita v pletacím stroji pro výrobu žebrovaných punčoch.
Roku 1771 Richard Arkwright, Samuel Need a Jedediah Strutt postavili první vodou poháněnou přádelnu v Cromfordu v Derbyshire a využili tak formu energie, která byla katalyzátorem průmyslové revoluce.
Na počátku dalšího století se Derby stalo významným centrem strojírenství a některé továrny jako například James Fox exportovaly strojní součásti i do Ruska. Roku 1840 v Derby začala působit společnost North Midland Railway a poté, co se spojila s Midland Counties Railway a Birmingham and Derby Junction Railway do Midland Railway se Derby stalo sídlem její centrály.
Derby bylo jedním z distriktů, kterých se dotkla správní reforma z roku 1835 a roku 1888 se stalo městem nezávislým na hrabství. Roku 1877 se součástí města staly Little Chester a Litchurch a roku 1890 New Normanton a Rowditch. Roku 1968 na doporučení místní hraniční komise byly do Derby začleněny venkovské obvody Belper, Repton a Jihovýchod Derbyshire. Tato expanze významně zvýšila počet obyvatel z původního počtu 132 408 v roce 1961 na 219 578 v roce 1971.

### Nedávná historie
Derby byl udělen roku 1977 královnou Alžbětou II., u příležitosti 25 výročí nástupu na trůn, status města. Předtím bylo Derby jedním z mála měst Anglie, která neměla status města, ačkoli se v nich nachází katedrála.
Derby hrálo specifickou roli v dějinách dělnického hnutí – bylo jedním z dvou míst kde zvítězila ve všeobecných volbách roku 1900 nedávno vytvořená strana zastupující dělníky (Labour Representation Committee).
Derby se také stalo důležitým kulturním centrem hluchých. Mnoho takto postižených lidí se přestěhovalo do Derby, z důvodu početné komunity používající znakovou řeč. Odhaduje se, že procento těchto lidí je v Derby asi trojnásobné oproti národnímu průměru a že pouze v Londýně žije více ohluchlých lidí. Škola Royal School for the Deaf na Ashbourne Road poskytuje výuku ve znakové řeči a angličtině.

## Ekonomika

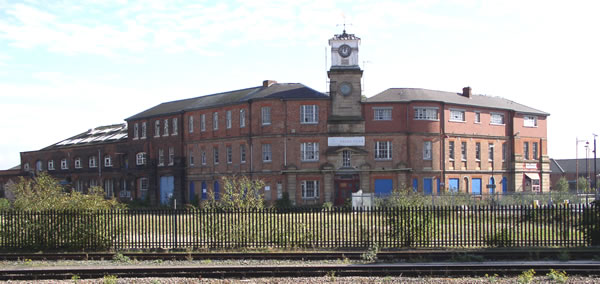
Železniční dílny v Derby

Dva největší zaměstnavatelé v Derby – Rolls-Royce a Toyota jsou představitelé strojírenského odvětví. Svou národní centrálu má v Derby i internetová a telefonní banka Egg. Dalšími společnostmi jsou Bombardier – výrobce vlakových souprav a letadel, Alstom – produkující výměníky tepla a Qibla Cola Company.
Derby bylo po léta i významným železničním centrem, kde sídlila centrála Midland Railway a železniční dílny a vývojové středisko British Rail. I když se již význam Derby v železničním oboru snížil, stále zde existuje výroba vlakových souprav, některé železniční společnosti zde mají své dílny a železniční stanice Derby si stále udržuje strategický význam v rámci železniční sítě.

## Správa města
Tradičně bylo Derby hlavním městem hrabství Derbyshire, ačkoli v poslední době se jeho centrem stal Matlock. Od 1. dubna 1997 se Derby stalo samostatnou správní jednotkou (unitary authority), tedy status podobný tomu který mělo do roku 1974, kdy bylo městem vyňatým z působnosti hrabství a ostatní části hrabství byly řízeny z Matlocku.

### Obvody Derby
Derby je rozděleno do 17 obvodů:
- Abbey
- Allestree
- Alvaston
- Arboretum
- Blagreaves
- Boulton
- Chaddesden
- Chellaston
- Darley
- Derwent
- Littleover
- Mackworth
- Mickleover
- Normanton
- Oakwood
- Sinfin
- Spondon

## Doprava

### Silniční doprava
Poloha Derby v centru země má výrazný podíl na tom, že město má velmi hustou síť dopravních spojení s okolím. Dálnice M1 prochází asi 15 km na východ od města, a spojuje Derby na jih s Londýnem a na sever s Sheffieldem a Leedsem. Dalšími důležitými dopravními tepnami jsou A6 (historicky hlavní silnice z Londýna do Carlisle, Leicesteru a Manchesteru), A38 (z Bodminu do Mansfieldu přes Bristol a Birmingham), A50 (z Warringtonu do Leicesteru přes Stoke-on-Trent), A52 (z Newcastle under Lyme do Mablethorpe a dále do Nottinghamu) a A61 (z Derby do Thirsku přes Sheffield a Leeds).

### Železniční doprava

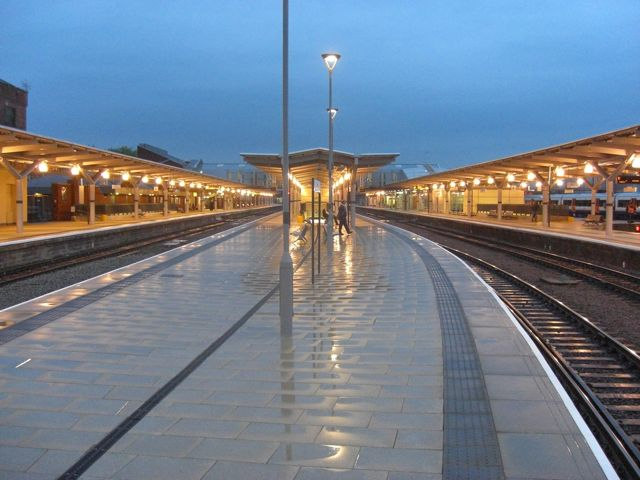
Nádraží v Derby

Derby bylo spojeno s okolím železnicí od roku 1840 kdy byla důležitou železniční křižovatkou dvou hlavních tratí z Londýna do Yorkshire a na severovýchod. Současná železniční stanice v Derby – Derby Midlands, zajišťuje častá spojení do Londýna, severovýchod a severozápad, poskytovaná dopravci Midland Mainline, Virgin Trains a Central Trains. Ve městě ještě existují dvě malé místní železniční stanice Peartree a Spondon.
Větev Derbyshire and North Staffordshire Extension trati Great Northern Railway původně vedla přes Derby Friargate Station z Colwicku a Nottinghamu do Eggintonu. Po jejím uzavření byla část trati na západ od Derby využívána British Rail jako zkušební dráha. Z původní trati se dochovalo pouze několik málo úseků a litinový most přes Friargate.

### Letecká doprava
Letiště East Midlands se nachází asi 24 km od centra města a Derby je nejbližším městem od letiště. Letiště odbavuje spoje na vnitrostátní i evropské linky několika nízkonákladových dopravců jako jsou například Ryanair a EasyJet.

### Autobusová doprava

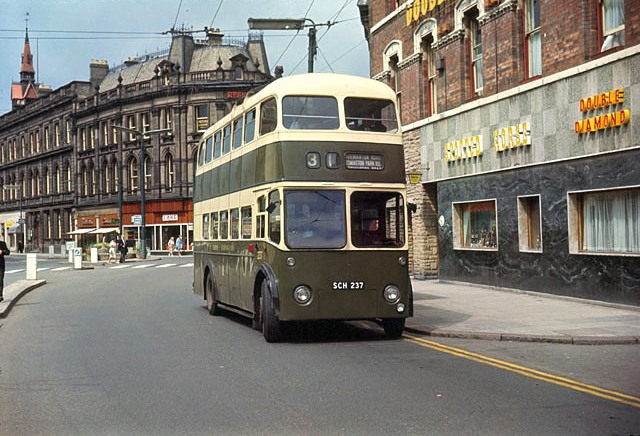
Trolejbus v Derby v ulici Victoria Street roku 1967. Trojlejbusová doprava byla v Derby ukončena 9. září 1967.

Původní hlavní autobusové stanoviště bylo navrženo místním architektem C. H. Aslinem ve stylu art deco. Postaveno bylo roku 1933 a uzavřeno, přes protesty ochránců životního prostředí a památkářů, roku 2005. Unikátní budova kavárny má být rekonstruována v Crich Tramway Museum. Na místě, kde se nacházelo původní stanoviště má vyrůst malé autobusové stanoviště.
Místní a příměstská autobusová doprava je zajišťována mnoha dopravci ale nejdůležitějšími jsou Trent Barton a Arriva Midlands. Spojení města dálkovými autobusy není příliš významné i když se Derby nachází na hlavní trase společnosti National Express z Londýna do Manchesteru a z Yorkshire na jihozápad. Dále jsou zde významné místní linky mezi Manchesterem a Nottinghamem, a úspěšná linka zajišťována společností Red Arrow.

## Kultura
Koncert symfonické hudby, každoročně pořádaný pod širým nebem v Darley Parku, je jedním z největších svého druhu. Je jedním z mnoha koncertů pořádaných souborem Sinfonia Viva, místním komorním orchestrem. Skupina Derby Jazz je zástupcem tohoto žánru v Derby a je považována za jednu z vůdčích jazzových skupin Velké Británie. V létě koncem července je každý rok pořádán rockový festival Ponce in the Park.
Derby Playhouse má pravidelně pochvalné recenze v tisku, zvláště v posledních letech za představení Stephena Sondheima.
QUAD je nové centrum výtvarného umění a médií, které v současné době prochází rekonstrukcí, která má být ukončena roku 2008. Nová budova má obsahovat dvě digitální kina, dvě galerie pro sbírky současného výtvarného umění, umělecké studio a temnou komoru.
Derbyské arboretum bylo prvním veřejně přístupným parkem v zemi a je považován za jednu z inspirací newyorského Central Parku. V 90. letech byl v dosti zanedbaném stavu ale nedávno prošel výraznou obnovou.
Derby je také známým centrem punkové kultury a tato skutečnost se odráží v tom, že v místním Vic Inn pořádají koncerty přední kapely stylů punk, ska a hardcore. Každý rok je na Bass Recreation Ground pořádán festival Derby Punx Picinic. V posledních letech tuto událost zhlédne až 1 000 příznivců punku z East Midlands i celé Velké Británie.
Místní tisk reprezentuje deník Derby Telegraph, týdeníky Derby Trader a Derby Express, doručované zdarma do domácností, deník Metro distribuovaný zdarma především v centru města (ale jen s malým obsahem místních informací) a týdeník Derbyshire Times (zaměřený hlavně na zprávy ze severní části hrabství).
Regionální rozhlasová pobočka BBC – BBC Radio Derby vysílající pro Derbyshire a Staffordshire sídlí v Derby na St. Helen's Street. Tato rozhlasová stanice má asi 150 000 pravidelných posluchačů. Ve městě také vysílá soukromá stanice Ram FM s počtem 120 000 pravidelných posluchačů a možností poslechu prostřednictvím Internetu. Tato stanice je pořadatelem velkých místních akcí například Darley Park Concert, City Bonfire and Fireworks, Christmas Lights Switch On a Race For Life.

## Vzdělání
Kromě státem podporovaných škol v Derby existují čtyři soukromé školy vyžadující placení školného. Derby Grammar School chlapecká škola založená roku 1994 s úmyslem pokračovat v tradici Derby School, uzavřené roku 1989, jedné z nejstarších škol v Anglii; Derby High School s druhým stupněm pouze pro dívky a prvním pro chlapce; Ockbrook School pro dívky ve věku 3 až 18 let a pro chlapce ve věku 3 až 11 let a Micheal House Steiner School.
V Derby se také nachází Landau Forte College City Academy, částečně podporovaná státem. Je jednou z patnácti městských technologických fakult založených konzervativní vládou na přelomu 80. a 90. let 19. století, a v září 2006 byla převedena pod City Academy. University of Derby je městskou univerzitou.

## Sport

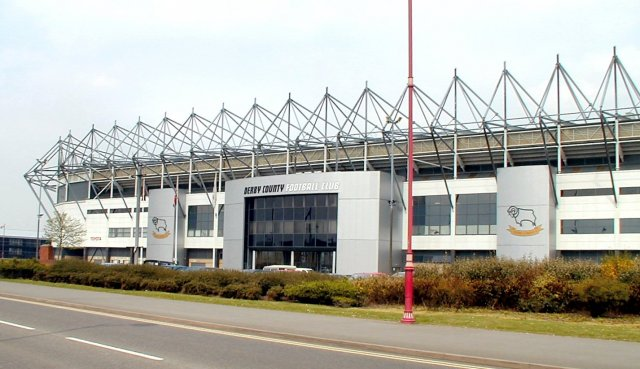
Pride Park Stadium

Mezi známé sportovní kluby v Derby je možno zařadit Derby County F.C., který v sezóně 2007/08 hrál v Premier League. Tento klub vyhrál první divizi (tehdy nejvyšší soutěž v Anglii) v letech 1972 a 1975. Pohár FA vyhrál tento klub v roce 1946. Jeho domovským stadiónem je od roku 1997 Pride Park Stadium.
Kriketový Derbyshire County Cricket Club sídlí na County Ground v Derby a hraje zde téměř všechny své domácí zápasy. V Derby také působí několik ragbyových klubů, například Derby RFC a Derby City RLFC.

## Turistické atrakce

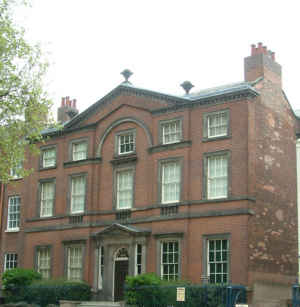
Pickfordovo muzeum

Místní katedrála se vyznačuje druhou nejvyšší věží mezi katedrálami v zemi.
Derbyské vězení je turistická atrakce založena na hladomorně vězení hrabství Derbyshire, které pochází z roku 1756.
Derbyské průmyslové muzeum se nachází v místní továrně na hedvábí a zobrazuje průmyslové dědictví a technologické úspěchy Derby, včetně leteckých motorů Rolls Royce, železnice, hornictví, lomů a sléváren.
Pickfordovo domácí muzeum bylo vybudováno architektem Josefem Pickfordem roku 1770. Bylo jeho domovem a obchodním centrem. Derbyské muzeum a umělecká galerie vystavuje obrazy od Josefa Wrighta, nádherné výrobky místní porcelánky a archeologické nálezy.

### Další zajímavá místa
- Alvaston Park
- Darley Abbey
- Derby Arboretum
- Derby Canal
- Elvaston Castle
- Derby Friargate Station
- Markeaton Park Light Railway
- Pride Park Stadium